# Bulukax
Bulukax är en ort i Mexiko.   Den ligger i kommunen José María Morelos och delstaten Quintana Roo, i den östra delen av landet, 1 100 km öster om huvudstaden Mexico City. Bulukax ligger 27 meter över havet och antalet invånare är 558.
Terrängen runt Bulukax är mycket platt. Runt Bulukax är det mycket glesbefolkat, med 5 invånare per kvadratkilometer. Närmaste större samhälle är La Presumida, 18,1 km söder om Bulukax. I omgivningarna runt Bulukax växer i huvudsak städsegrön lövskog.